# The Palomino
The Palomino è un film del 1950 diretto da Ray Nazarro.
È un film drammatico a sfondo western statunitense con Jerome Courtland, Beverly Tyler, Joseph Calleia e Roy Roberts.

## Produzione
Il film, diretto da Ray Nazarro su una sceneggiatura di Tom Kilpatrick, fu prodotto da Robert Cohn tramite la Robert Cohn Productions e girato nell'Oliver Drake Ranch a Pearblossom e nei pressi delle Santa Susana Mountains, in California, dal 13 al 28 luglio 1949.

## Distribuzione
Il film fu distribuito negli Stati Uniti dal 18 marzo 1950 al cinema dalla Columbia Pictures.
Altre distribuzioni:
- in Finlandia l'8 dicembre 1950 (Hevosvarkaat)
- in Svezia il 26 marzo 1951 (Hingstarnas konung)
- in Brasile (Rei do Rancho)
- nel Regno Unito (Hills of the Brave)